# Aeneas Williams
Aeneas Demetrius Williams (New Orleans, 29 gennaio 1968) è un ex giocatore di football americano statunitense che ha giocato nei ruoli di cornerback e safety nella National Football League (NFL). Fu scelto nel corso del terzo giro (59º assoluto) del Draft NFL 1991 dai Phoenix Cardinals. Al college ha giocato a football alla Southern University. Nel 2014 è stato inserito nella Pro Football Hall of Fame.

## Carriera professionistica
Malgrado l'aver giocato un solo anno al college, i numeri di Williams impressionarono gli allora Phoenix Cardinals sufficientemente da selezionarlo nel terzo giro del Draft 1991. Williams si impose presto con un'eccezionale annata da rookie, guidando la NFL a pari merito per maggior numero di intercetti. Al 1997, Williams aveva già conseguito quattro convocazioni per il Pro Bowl divenendo stabilmente il miglior cornerback dei Cardinals, marcando sempre i migliori ricevitori avversari. Nel 1998, Williams contribuì alla prima vittoria dei Cardinals in una gara di playoff dal 1947, intercettando due passaggio di Troy Aikman nel 20-7 sui Dallas Cowboys e aggiungendo un altro intercetto nella sconfitta nel divisional round della sua squadra. Malgrado abbia trascorso la maggior parte della carriera in formazioni non all'altezza (quella del '98 fu l'unica stagione in cui Arizona ebbe un record positivo durante la sua permanenza), Williams fu costantemente riconosciuto come uno dei migliori nel suo ruolo della gara, venendo convocato per un totale di sei Pro Bowl coi Cardinals, venendo ricordato come uno dei migliori difensori della storia della franchigia e uno dei migliori cornerback di tutti i tempi. Nel 2000, Williams pareggiò il record NFL ritornando un fumble (causato da Mark Maddox) per 104 yard in touchdown in una partita contro i Washington Redskins.
Nella settimana 3 della stagione 1999, Williams mise a segno un colpo che pose fine alla carriera del quarterback della Hall of Fame Steve Young contro i San Francisco 49ers. Williams sbucò dal lato cieco di Young e lo colpì in modo violento ma pulito. Il running back Lawrence Phillips avrebbe dovuto bloccare Williams ma non vi riuscì. Tutto questo capitò in un Monday Night Football trasmesso in diretta nazionale e lasciò Young a terra incosciente per diversi minuti. Young soffrì una grave commozione cerebrale che pose effettivamente fine alla sua carriera: non giocò più per il resto della stagione e alla fine della stessa si ritirò.
Nel 2001, Williams fu scambiato coi St. Louis Rams in cambio di scelte del secondo e quarto giro. Williams coi Rams passò al ruolo di free safety. Divenuto uno dei leader di una difesa migliorata, Williams ebbe la possibilità di disputare i playoff solamente per la seconda volta in carriera. Nella gara del secondo turno contro i Green Bay Packers, Williams ritornò due intercetti del quarterback dei Packers Brett Favre in touchdowns e recuperò un fumble. Successivamente, nella finale della NFC, intercettò un passaggio del quarterback dei Philadelphia Eagles Donovan McNabb con due minuti al termine della partita, consentendo ai Rams di qualificarsi per il Super Bowl XXXVI. I favoritissimi Rams furono però sconfitti nella grande partita dai New England Patriots.
Dopo una stagione 2004 avara di soddisfazioni e terminata in lista infortunati, Williams si ritirò nell'estate 2005. Nella sua carriera segnò ben 12 touchdown difensivi (9 su ritorni da intercetto e 3 da recuperi di fumble) e mise a segno 55 intercetti, imponendosi come uno dei cornerback più dominanti della sua epoca. Recuperò inoltre 23 fumble e guadagnò un totale di 1.075 yard su ritorni vari. Le sue 268 yard su ritorni da fumble sono un record NFL.

## Palmarès
- (8) Pro Bowl (1994, 1995, 1996, 1997, 1998, 1999, 2001, 2003)
- (4) First-team All-Pro (1995, 1996, 1997, 2001)
- Second-team All-Pro (1994)
- Leader della NFL in intercetti (1994)
- PFWA All-Rookie Team - 1991
- Formazione ideale della NFL degli anni 1990
- Arizona Cardinals Ring of Honor
- Formazione ideale del decimo anniversario dei St. Louis Rams
- Pro Football Hall of Fame (classe del 2014)

## Statistiche
| Tackle totali     | 795 |
| Intercetti        | 55  |
| Sack              | 3,0 |
| Touchdown         | 12  |
| Fumble recuperati | 23  |